# Flugsvamp (webbplats)
Flugsvamp är en svensk nätmarknad för illegala droger och har utgjort en stor del av den svenska drogmarknaden. Flugsvamp finns på Darknet och är tillgänglig genom anonymiseringstjänsten Tor. Försäljningsvalutan på Flugsvamp är Bitcoin.
I november 2014 gjorde polisen genom Operation Onymous tillslag mot Flugsvamp och stängde sidan. Vid tiden för tillslaget hade Flugsvamp 114 säljare och var tillsammans med Silk Road 2 och Pandora de tre största narkotikamarknadsplatserna på den svenska marknaden. Några månader efter stängningen öppnades sidan igen som Flugsvamp 2.0.
I oktober 2018 greps en av administratörerna för Flugsvamp 2.0, varpå sidan stängdes.